# 奥澤村
奥澤村（おくざわむら）は、かつて存在した4人組ユニットである。当時はスターダストプロモーション所属のタレントで結成された女性アイドルグループ「3B junior」内のユニットとして活動していた。

## 概要
- 奥澤村は、ももいろクローバーZの高城れにプロデュースによるユニット[2]。
- 奥澤村という名は、高城れにが、仕事で行ったアメリカ・ラスベガスからの帰りの飛行機の中で生み出された[3]。
- 奥澤村のコンセプトは「村」。ユニット結成当初は奥澤レイナが「村長」、他のメンバー及びファンは「村民」と呼ばれていたが[4]、2016年3月29日、原宿アストロホールで開催されたライブで、メンバーの新しいキャッチコピーがお披露目され、愛来が「副村長」となることが発表された[5]。

## 最終メンバー
※ 活動開始から活動終了までメンバー変更はなかった。
| No. | 名前       | よみ            | ニックネーム                   | キャッチコピー                 | 生年月日              | 出身     | 備考  |
| --- | ---------- | --------------- | ------------------------------ | ------------------------------ | --------------------- | -------- | ----- |
| 1   | 奥澤レイナ | おくざわ れいな | れいちぇる、れーちゃん         | 泣き虫のなんちゃって村長       | 1999年2月16日（26歳） | 神奈川県 | [ 6 ] |
| 2   | 中村優     | なかむら ゆう   | ゆうちゃん、ゆーちゃん         | おっちょこちょいのガリ勉娘     | 1999年9月15日（25歳） | 神奈川県 | [ 7 ] |
| 3   | 愛来       | あいら          | ねぇさん、あーちゃん           | おしゃべり大好き頼れない副村長 | 2002年12月8日（22歳） | 東京都   | [ 8 ] |
| 4   | 永山真愛   | ながやま まあり | まあり、まあっしー、まーちゃん | 人見知りマスコット             | 2002年9月1日（22歳）  | 神奈川県 | [ 9 ] |

## 歩み

### 2014年
- 11月29日-レッスン場に集められた現奥澤村メンバー4人に、「今から一週間で『労働讃歌』を仕上げてもらいます。」という言葉とともに「『労働讃歌』/奥澤村」と書かれた歌詞カードが渡され、奥澤村の結成がメンバーに告げられた[10]。
- 12月13日-『愛♡矢島博2014冬 大阪70』にて、3B juniorの別ユニットであるはちみつロケットと共に、2部制のライブ『はちみつロケット・奥澤村ライブ』に出演[11][12]。

### 2015年
- 1月8日、1月10日の両日-東京の日本青年館・大ホールで開催されたスターダストプロモーション芸能3部によるイベント『ふじいとヨメの七日間戦争』の一環として開催された、3B juniorの公演にて『HAPPY★LOOPER』『労働讃歌』を披露するとともに、奥澤村メンバーは、3B junior全員曲にも出演。[13][14]。
- 1月11日-『ふじいとヨメの七日間戦争』の一環として開催された『俺のザ・ベストテン』にて、病気で欠席したももいろクローバーZの有安杏果の代役として出演。高城れにと共に、『事務所にもっと推され隊』を披露。
- 4月25日-埼玉の西武園ゆうえんち内ミライセンシエリア (旧アイドル共和国前)で開催された『3B junior 第1回定例公演』に出演。以降、2015年12月6日の第13回定例公演まで出演[15][16][17][18][19][20][21][22]。
- 6月14日-埼玉のけやきひろば（さいたまスーパーアリーナ隣接）で開催されたフリーライブに3B juniorの別ユニットであるはちみつロケット、リーフシトロンと共に出演。『HAPPY★LOOPER』を披露するとともに、メンバーは、3B junior全員曲にも出演[23][24]。
- 8月14日-東京の浅草公会堂で開催された、3B junior初の単独ライブ『3B junior 浅草大歌謡ショー』にて『労働讃歌』『スパイス少女』『HAPPY★LOOPER』を披露するとともに、奥澤村メンバーは、3B junior全員曲にも出演[25]。
- 9月23日-3B junior初のフリーライブツアー『3B juniorファーストツアー2015 東京湾』の開催地となった埼玉のイオンモール与野1Fローズコートにて、キングレコード組(仮)（現ロッカジャポニカ）と共に、1部、2部の両公演に出演[26]。
- 10月18日-『3B juniorファーストツアー2015 東京湾』の開催地となった東京のイオンモール多摩平の森にて、キングレコード組(仮)（現ロッカジャポニカ）と共に、1部、2部の両公演に出演[27]。
- 11月21日-『3B juniorファーストツアー2015 東京湾』の開催地となった埼玉のイオンモール浦和美園にて、キングレコード組(仮)（現ロッカジャポニカ）と共に、1部、2部の両公演に出演[28]。
- 12月27日-東京の品川ステラボールで開催された、3B juniorの初クリスマスコンサート『3B junior 季節はずれのX'mas party「のんびりサンタさんがやってきた」』にて、『HAPPY★LOOPER』『スパイス少女』、新曲『STAND UP!!!』を披露するとともに、奥澤村メンバーは、3B junior全員曲にも出演[29]。

### 2016年
- 1月15日-『3B junior 東武屋上祭り!!』の開催地となった東京の東武百貨店・池袋店8F屋上・スカイデッキ広場にて、奥澤村として初の単独フリーライブを開催[30]。
- 1月22日-『有楽町ニッポン放送イマジンスタジオで会いましょう』の開催地となった東京の有楽町ニッポン放送イマジンスタジオで、単独フリーライブを開催。会場内のポストに投函されたハガキを元にメンバーが回答する『お悩み相談』を盛り込んだ『村民放送』の形式でライブが進行された[31]。
- 3月9日-『高城れにソロコンサート』に出演。オープニングアクトでは4曲披露。本編では5曲バックダンサーとして務める。
- 3月29日-『3B junior　奥澤村ライブ』の開催地となった東京の原宿アストロホールで、ライブハウスでの初単独ライブにて、『天手力男』を披露。また、先日の高城れにソロコンサートでバックダンサーを務めた『インベーダーインベーダー』『Be MYSELF』を披露。
- 7月2日-横浜の赤レンガパークで開催された“3大アイドルフェス”のひとつと言われる『アイドル横丁夏まつり!!〜2016〜』[32] に初出演。当日出演枠のうち「横丁一番地ステージ」のライブの模様は、インターネットテレビ局であるAbemaTV（アベマティーヴィー）を通じ、完全生中継された。
- 7月9日-恵比寿クレアートにて行われた浦TIFの第１部に出演。ニコ生にて配信される。
- 9月24日25日 - @JAM×ナタリーEXPO 2016。3B junior及びはちみつロケット/リーフシトロン/マジェスティックセブン/ロッカジャポニカと共に出演。
- 12月31日-『第二回 ゆく桃くる桃 〜年またぎ笑顔三昧〜』（場所：神奈川県・パシフィコ横浜(国立大ホール) のOA「3B senior サロンコンサート」にて奥澤中村[注 1] として出演。

### 2017年
- 4月8日9日-『ももクロ春の一大事2017』外周エリア『てまきパーク』3B Junnorとして及び　各ユニット　はちみつロケット・マジェスティックセブン・リーフシトロンと共に出演[33]。
- 4月13日-【１周年記念ライブ】湘南乃風 史上初ワンマンをももクロ高城れにさんと奥澤村メンバー4人で観覧。湘南乃風さんへご挨拶へ伺い、カバーをやっていることについてご公認いただく[34][35]。
- 4月29日-永山真愛の9月までの活動休止が発表された[33]。
- 4月30日-『Smile&Green! ラジオパーク in 日比谷 2017～君に耳キュン!』に出演[33][36]。 ニッポン放送のプロヂューサーより、奥澤村指名での出演依頼とのこと[37]。
- 6月24日-『IDOLdelic supported by FM OH! NANIWAdelic radio』に出演[33]。
- 7月9日-『アイドル横丁夏まつり!!〜2017〜』3B Junnorとして及び　各ユニット　はちみつロケット・マジェスティックセブン・リーフシトロン・さくちゃんとじぃじと共に出演[33]。
- 7月17日-SIF(しがこうげんアイドルフェスティバル)での第1回アイドルヤングライオン杯出場をかけた予選ライブ。[33] はちみつロケット・マジェスティックセブン・リーフシトロン・さくちゃんとじぃじと共に奥澤村として出演。観客による投票にて、第1回アイドルヤングライオン杯出場のユニットを選抜。はちみつロケットがSIFへの出場権を勝ち取った。
- 7月23日-『OTODAMA SEA STUDIO 2017』に出演[33]。
- 8月16日-『MARQUEE祭 Vol.06』に出演[33]。
- 9月10日-『夏の魔物2017 in KAWASAKI』3B Junnorとして及び　各ユニット　はちみつロケット・マジェスティックセブン・リーフシトロン・さくちゃんとじぃじと共に出演[33]。
- 9月30日-3B junior「秋の収穫祭」＜2部＞「奥澤村の60分～やる氣～」に出演[33]。
- 11月3日-3B junior「秋の収穫祭Ⅱ」＜2部＞「挑戦」に出演[33]。 新曲「カラス」（湘南乃風カバー）を披露。また、永山真愛がサプライズで復帰[38][39]。
- 12月3日-『ミュージックパーク 〜Girls ＆ Music Theater Vol.8』にはちみつロケットと共に出演[33]。
- 12月31日-『ゆく桃くる桃　第1回ももいろ歌合戦』（場所：神奈川県・パシフィコ横浜(国立大ホール) OA「Co. à la FACTORY」にて奥澤中村[注 1] として出演[33]。

### 2018年
- 1月8日 - 「3B junior It's 賀☆SHOW TIME!!2018」（場所：恵比寿 The Garden Hall）開催。3B Junnorとして及び　各ユニット　はちみつロケット・マジェスティックセブン・リーフシトロンと共に出演[注 2]。
- 2月4日 - 「3B junior やるっきゃないっショー」（場所：日テレらんらんホール）開催。3B Junnorとして及び　各ユニット　はちみつロケット・マジェスティックセブン・リーフシトロン・さくちゃんとじぃじと共に出演[40]。
- 2月15日 -「STARDUST PLANET プレゼンツAKIBAカルチャーズ定期公演 ～スタプラメン（奥澤村）」に出演。新曲「STAY GOLD」（湘南乃風カバー）を奥澤・愛来にて披露[注 3]。
- 3月25日 - 「3B junior はじまRe:START?全く新しい3Bってこういうことさ!!?」（場所：吉祥寺CLUB SEATA）開催。3B Junnorとして及び　各ユニット　はちみつロケット・マジェスティックセブン・リーフシトロン・さくちゃんとじぃじと共に出演[40]。
- 4月21日 - ももいろクローバーZ「ももクロ春の一大事2018 in 東近江市」のサテライトパーク「SFP-しがフレンドパーク-」にてミニライブ　プロデューサーの高城れにが最前にて観戦。川上さんにてライブ中継 。
- 4月29日 - OTODAMA SEA STUDIO前夜祭DAY2に奥澤村出演。新曲「STAY GOLD」（湘南乃風カバー）を4人にて初披露。
- 5月19日 - 月刊アイドル祭 VOL.9 〜炎の3MAN SPECIAL‼︎〜に奥澤村出演。
- 6月2日 - 3Bjunior 夏の3B開幕戦〜いっちょやっちゃいま初夏！〜（場所：duo MUSIC EXCHANGE）開催。3B Junnorとして及び　各ユニット　マジェスティックセブン・リーフシトロン・さくちゃんとじぃじと共に出演。
- 6月3日 - 奥澤村 ノンアルコールライブ（場所：松屋銀座 屋上(美しくなるビアガーデン)）に出演。HAPPY★LOOPER曲中の愛来の煽りで新たに「声出せ」が追加された。

- 7月7日、7月8日 - アイドル横丁夏まつり!!〜2018〜に出演。3B Junnorとして及び　各ユニット　マジェスティックセブン・リーフシトロン・さくちゃんとじぃじと共に出演。今までのツナギ衣装をレイナードした新衣装を披露。
- 10月7日 - TSUTAYA O-crestで行われた『「道玄坂FINAL COUNTDOWN〜さよならの向こう側〜」DAY2 奥澤村「奥澤村魂〜平成も最後〜」』をもって活動終了[41]。最後の歌唱楽曲は「HAPPY★LOOPER」であった。
- メンバーのうち愛来は同年11月3日に結成された「アメフラっシ」のメンバーとなった。

## オリジナル曲
| No. | 曲名               | 作詞         | 作曲         | 編曲                | 映像 |
| --- | ------------------ | ------------ | ------------ | ------------------- | --- |
| 1   | HAPPY★LOOPER       | 小倉しんこう | 小倉しんこう | 梅原新              | |
| 2   | スパイス少女       | 小倉しんこう | 小倉しんこう | 梅原新              | |
| 3   | STAND UP!!!        | 小倉しんこう | 小倉しんこう | 梅原新 小倉しんこう | 奥澤村（3B junior）/STAND UP!!! 2015.12.27 - YouTube                                                               |
| 4   | さま〜ばけーしょん | AKIRASTAR    | AKIRASTAR    |                     | 【コール動画】奥澤村 (3B junior)／さま〜ばけーしょん【歌詞付き】 - YouTube さま〜ばけーしょん 2017.02.17 - YouTube |

※「HAPPY★LOOPER」「スパイス少女」「STAND UP!!!」は、『3B junior ファーストアルバム 2016』に収録されている。

## カバー曲
| No. | 曲名                     | オリジナル           | 作詞         | 作曲                                             | 編曲                   | 備考 |
| --- | ------------------------ | -------------------- | ------------ | ------------------------------------------------ | ---------------------- | ---- |
| 1   | 労働讃歌                 | ももいろクローバーZ  | 大槻ケンヂ   | Ian Parton                                       | Ian Parton             |      |
| 2   | 天手力男                 | ももいろクローバーZ  | 中村彼方     | NARASAKI                                         | NARASAKI               |      |
| 3   | インベーダーインベーダー | きゃりーぱみゅぱみゅ | 中田ヤスタカ | 中田ヤスタカ                                     | 中田ヤスタカ           |      |
| 4   | Be MYSELF                | 中島愛               | 春行         | 藤澤慶昌                                         | 藤澤慶昌               |      |
| 5   | 堂々平和宣言             | ももいろクローバーZ  | 鎮座DOPENESS | MICHEL☆PUNCH KEIZOmachine! from HIFANA EVISBEATS |                        |      |
| 6   | 黄金魂                   | 湘南乃風             | 湘南乃風     | 湘南乃風 soundbreakers                           | soundbreakers 湘南乃風 |      |
| 7   | 雪月花                   | 湘南乃風             | 湘南乃風     | AILI、湘南乃風                                   |                        |      |
| 8   | 青空船                   | 湘南乃風             | 湘南乃風     | 湘南乃風、soundbreakers                          |                        |      |
| 9   | ライバル                 | 湘南乃風             | 湘南乃風     | 湘南乃風                                         |                        |      |
| 10  | カラス                   | 湘南乃風             | 若旦那       | SHOCKEYE                                         |                        |      |
| 11  | STAY GOLD                | 湘南乃風             | 湘南乃風     | 湘南乃風/安達練                                  |                        |      |

## ライブ出演
| No. | 公演名                                                              | 開催日時       | 開催場所                                                        | 備考 |
| --- | ------------------------------------------------------------------- | -------------- | --------------------------------------------------------------- | --- |
| 1   | 愛♡矢島博2014冬 大阪70 はちみつロケット・奥澤村ライブ 1部／2部      | 2014年12月13日 | 大阪 インテックス大阪 1号館                                     | 3B juniorの別ユニットであるはちみつロケットと共に、2部制のライブ『はちみつロケット・奥澤村ライブ』に出演。 |
| 2   | 俺の3Bjr in 日本青年館(スタート)                                    | 2015年1月8日   | 東京都・日本青年館大ホール                                      | 『M3：HAPPY★LOOPER』『M9：労働讃歌』を披露するとともに、奥澤村メンバーは、3B junior全員曲にも出演。 ＜公演全セットリスト＞ オープニング：OVERTURE M1：七色のスターダスト／3B junior M2：Fragile Stars／3B junior M3：HAPPY★LOOPER／奥澤村 M4：ゆめかなエール／リーフシトロン M5：冷凍みかん／3Bjr選抜 M6：気分はSuper Girl!／3Bjr選抜 M7：未来へススメ!／はちみつロケット M8：DNA狂詩曲／3Bjr選抜 M9：労働讃歌／奥澤村 M10：あの空へ向かって／3B junior ＜Encore＞ M11：Fragile Stars／3B junior M12：ツヨクツヨク／はちみつロケット M13：走れ!／3Bjr選抜 M14：七色のスターダスト／3B junior |
| 3   | 俺の3Bjr in 日本青年館(スタート)                                    | 2015年1月10日  | 東京・日本青年館大ホール                                        | 上記1月8日公演の第2日目。セットリストは上記参照。 |
| 4   | 3B junior 第1回定例公演                                             | 2015年4月25日  | 埼玉・西武園ゆうえんち内ミライセンシエリア (旧アイドル共和国前) | |
| 5   | 3B junior 第2回定例公演                                             | 2015年5月9日   | 埼玉・西武園ゆうえんち内ミライセンシエリア (旧アイドル共和国前) | |
| 6   | 3B junior 第3回定例公演                                             | 2015年5月23日  | 埼玉・西武園ゆうえんち内ミライセンシエリア (旧アイドル共和国前) | |
| 7   | 3B junior 第4回定例公演                                             | 2015年6月6日   | 埼玉・西武園ゆうえんち内ミライセンシエリア (旧アイドル共和国前) | |
| 8   | 3B junior はちみつロケット・リーフシトロン・奥澤村フリーライブ      | 2015年6月14日  | 埼玉・けやきひろば（さいたまスーパーアリーナ隣接）              | 「M4：HAPPY★LOOPER」を披露するとともに、奥澤村メンバーは、3B junior全員曲にも出演。 ＜公演全セットリスト＞ SE：SunLiVe M1：なにがなんでも／全員 －MC－ M2：ゆめかなエール／リーフシトロン M3：ツヨクツヨク／はちみつロケット M4：HAPPY★LOOPER／奥澤村 M5：Fragile Stars／全員 |
| 9   | 3B junior 第5回定例公演                                             | 2015年6月21日  | 埼玉・西武園ゆうえんち内ミライセンシエリア (旧アイドル共和国前) | |
| 10  | 3B junior 第6回定例公演                                             | 2015年7月11日  | 埼玉・西武園ゆうえんち内ミライセンシエリア (旧アイドル共和国前) | |
| 11  | 3B junior 第7回定例公演                                             | 2015年7月25日  | 埼玉・西武園ゆうえんち内ミライセンシエリア (旧アイドル共和国前) | |
| 12  | 3B junior 浅草大歌謡ショー                                          | 2015年8月14日  | 東京・浅草公会堂                                                | 「M12：労働讃歌」「M13：スパイス少女」「M14：HAPPY★LOOPER」を披露するとともに、奥澤村メンバーは、3B junior全員曲にも出演。 ＜公演全セットリスト＞ SE：SunLiVe (Short ver.) M1：Stardust Fantasia／3B junior M2：なにがなんでも／3B junior M3：Fragile Stars／3B junior M4：恋メラ／はちみつロケット M5：未来へススメ！／はちみつロケット M6：ギリギリサマー／はちみつロケット M7：冷凍みかん／市川優月・小島はな・中原咲耶 M8：たんぽぽ／リーフシトロン M9：ゆめかなエール／リーフシトロン M10：気分はSuper Girl!／マジェスティックセブン M11：歌いたいのうた／キングレコード組(仮)※のちのロッカジャポニカ M12：労働讃歌／奥澤村 M13：スパイス少女／奥澤村 M14：HAPPY★LOOPER／奥澤村 M15：七色のスターダスト／3B junior ＜Encore＞ M16：ツヨクツヨク／3B junior M17：ココ☆ナツ／3B junior M18：勇気のシルエット／3B junior |
| 13  | 3B junior 第8回定例公演                                             | 2015年8月30日  | 埼玉・西武園ゆうえんち内ミライセンシエリア (旧アイドル共和国前) | |
| 14  | 3B junior 第9回定例公演                                             | 2015年9月12日  | 埼玉・西武園ゆうえんち内ミライセンシエリア (旧アイドル共和国前) | |
| 15  | 3B juniorファーストツアー2015 東京湾                                | 2015年9月23日  | 埼玉・イオンモール与野 1Fローズコート                           | キングレコード組(仮)（現ロッカジャポニカ)と共に、1部、2部の両公演に出演。 |
| 16  | 3B junior 第10回定例公演                                            | 2015年10月3日  | 埼玉・西武園ゆうえんち内ミライセンシエリア (旧アイドル共和国前) | |
| 17  | 3B juniorファーストツアー2015 東京湾                                | 2015年10月18日 | 東京・イオンモール多摩平の森                                    | キングレコード組(仮)（現ロッカジャポニカ)と共に、1部、2部の両公演に出演。 |
| 18  | 3B junior 第11回定例公演                                            | 2015年10月25日 | 埼玉・西武園ゆうえんち内ミライセンシエリア (旧アイドル共和国前) | |
| 19  | 3B junior 第12回定例公演                                            | 2015年11月14日 | 埼玉・西武園ゆうえんち内ミライセンシエリア (旧アイドル共和国前) | |
| 20  | 3B juniorファーストツアー2015 東京湾                                | 2015年11月21日 | 埼玉・イオンモール浦和美園                                      | キングレコード組(仮)（現ロッカジャポニカ)と共に、1部、2部の両公演に出演。 |
| 21  | 3B junior 第13回定例公演                                            | 2015年12月6日  | 埼玉・西武園ゆうえんち内ミライセンシエリア (旧アイドル共和国前) | |
| 22  | 3B junior 季節はずれのX'mas party「のんびりサンタさんがやってきた」 | 2015年12月27日 | 東京・品川ステラボール                                          | 「M4：HAPPY★LOOPER」「M5：スパイス少女」「M6：STAND UP!!!」を披露するとともに、奥澤村メンバーは、3B junior全員曲にも参加。 ＜公演全セットリスト＞ オープニング：SunLiVe(Short ver.) M1：ベリメリ・クリスマス／3B junior M2：ひとつよろしくどうぞ／3B junior M3：なにがなんでも／3B junior M4：HAPPY★LOOPER／奥澤村 M5：スパイス少女／奥澤村 M6：STAND UP!!!／奥澤村 M7：冷凍みかん／市川優月・小島はな・中原咲耶 M8：気分はSuper Girl!／マジェスティックセブン M9：未知とのSo Good!!／マジェスティックセブン M10：ゆめかなエール／リーフシトロン M11：たんぽぽ／リーフシトロン M12：青春ペダル／リーフシトロン M13：恋メラ／はちみつロケット M14：ギリギリサマー／はちみつロケット M15：WARE-WARE-WA／はちみつロケット M16：ワールドピース／ロッカジャポニカ M17：歌いたいのうた／ロッカジャポニカ M18：WEE FIGHT OH!!!!!／ロッカジャポニカ M19：WARE-WARE-WA／はちみつロケット M20：Fragile Stars／3B junior M21：Stardust Fantasia／3B junior ＜Encore＞ M22：サンタさん／3B junior M23：ベリメリ・クリスマス／3B junior M24：勇気のシルエット／3B junior |
| 23  | 俺の藤井 2016 in さいたまスーパーアリーナ～Tynamite!!（Day１）      | 2016年1月8日   | さいたまスーパーアリーナ                                        | 奥澤村メンバーは、3B junior全員曲に参加。 ＜公演全セットリスト＞ ■ばってん少女隊 VS 3B junior M1：勇気のシルエット ■3B junior VS S★スパイシー M2：Stardust Fantasia ■3B junior VS たこやきレインボー M3：Fragile Stars ももいろクローバーZ VS 3B junior M4：ひとつよろしくどうぞ |
| 24  | 俺の藤井 2016 in さいたまスーパーアリーナ～Tynamite!!（Day2）       | 2016年1月9日   | さいたまスーパーアリーナ                                        | ヤングライオンステージにて「M6：STAND UP!!!」を披露するとともに、奥澤村メンバーは、3B junior全員曲にも参加。 また、メインステージにてももいろクローバーZの黒い週末の際に出演。ステージへ呼ばれ曲が始まる”咳”をする。 ＜公演全セットリスト＞ ★メインステージ★ M1：ひとつよろしくどうぞ/3B junior M2：Stardust Fantasia/3B junior M3：Fragile Stars/3B junior M4.：勇気のシルエット/3B junior ★ヤングライオンステージ★ SE：SunLiVe M1：Fragile Stars/ロッカジャポニカ・リーフシトロン＆ALL M2：ワールドピース/ロッカジャポニカ M3：WARE-WARE-WA/はちみつロケット M4：未知とのSo Good!!/マジェスティックセブン M5：たんぽぽ/リーフシトロン M6：STAND UP!!! /奥澤村 M7：勇気のシルエット/はちみつロケット＆ALL |
| 25  | 3B junior 東武屋上祭り!!                                            | 2016年1月15日  | 東京・東武百貨店 池袋店8F屋上 スカイデッキ広場                  | 奥澤村として初の単独フリーライブ。 ＜セットリスト＞ SE：SunLiVe M1：STAND UP!!! M2：労働讃歌 -MC- M3：スパイス少女 M4：HAPPY★LOOPER M5：勇気のシルエット |
| 26  | 3B junior 有楽町ニッポン放送イマジンスタジオで会いましょう          | 2016年1月22日  | 東京都有楽町・ニッポン放送イマジンスタジオ                      | 単独フリーライブ。 ＜セットリスト＞ -MC-お悩み相談～楽屋裏円陣 SE：SunLiVe M1：STAND UP!!! M2：スパイス少女 M3：労働讃歌 -MC-お悩み相談 M4：HAPPY★LOOPER M5：勇気のシルエット |
| 27  | 高城れに ソロコンサート                                             | 2016年3月9日   | 日本特殊陶業市民会館フォレストホール                            | プロデューサー高城れにのソロコンサートにオープニングアクトとして参加。 また、本編にもバックダンサーとして参加。 ＜セットリスト＞ SE.：SunLiVe M1.：HAPPY★LOOPER M2.：STAND UP!!! M3.：スパイス少女 M4.：勇気のシルエット ＜本編＞ M08： インベーダーインベーダー M09：Be MYSELF M10：はなまるぴっぴはよいこだけ M12：だってれにちゃんなんだもん→魔女っ子メグちゃん→恋 カナ→ラムのラブソング M13：メロンジュース (HKT48) |
| 28  | 3B junior 第14回定例公演                                            | 2016年3月20日  | 山野ホール                                                      | |
| 9   | 「MOMOIRO CLOVER Z DOME TREK 2016」ヤフオクドーム場外ライブ<Day1>   | 2016年3月26日  | ヤフオクドーム                                                  | ＜セットリスト＞ SE：Sun LiVe M1：Stardust Fantasia /3B junior -MC- M2：ひとつよろしくどうぞ/3B junior M3：WEE FIGHT OH!!!!! /ロッカジャポニカ M4：恋メラ /はちみつロケット M5：HAPPY☆LOOPER /奥澤村 M6：勇気のシルエット /3B junior M7：ツヨクツヨク/3B junior |
| 30  | 「MOMOIRO CLOVER Z DOME TREK 2016」ヤフオクドーム場外ライブ<Day2>   | 2016年3月27日  | ヤフオクドーム                                                  | ＜セットリスト＞ SE：Sun LiVe 茶番 華山・うらん M1：走れ/3B junior -MC- M2：ひとつよろしくどうぞ/3B junior M3：未知とのSo Good /マジェスティックセブン M4.恋メラ /はちみつロケット M5：青春ペダル /リーフシトロン M6：ワールドピース /ロッカジャポニカ M7：WEE FIGHT OH/ロッカジャポニカ |
| 31  | 3B junior 奥澤村ライブ                                              | 2016年3月29日  | 原宿アストロホール                                              | ライブハウスでの初の単独ライブ。 「M3：天手力男」を披露。 また、先日の高城れにソロコンサートでバックダンサーを務めた「M5：インベーダーインベーダー」「M6：Be MYSELF」を披露。 ＜セットリスト＞ SE：SunLiVe M1：HAPPY★LOOPER M2：STAND UP!!! M3：天手力男 -MC- M4：労働讃歌 M5：インベーダーインベーダー M6：Be MYSELF -MC- M7：スパイス少女 M8：HAPPY★LOOPER アンコール1：勇気のシルエット |
| 32  | 「MOMOIRO CLOVER Z DOME TREK 2016」西武ドーム場外ライブ<Day1>       | 2016年4月2日   | 西武ドーム                                                      | 【ステージカー】 SE：SunLiVe M1：Stardust Fantasia M2：ひとつよろしくどうぞ -MC- M3：ワールドピース/ロッカジャポニカ M4：走れ！/ロッカジャポニカ M5：歌いたいのうた/ロッカジャポニカ M6：冷凍みかん/小島・市川・中原 M7：未知とのSo Good!!/マジェスティックセブン M8：ツヨクツヨク/はちみつロケット＆ALL M9：勇気のシルエット 【オープニングアクト】 MC-中原咲耶 M1：恋メラ/はちみつロケット M2：ワールドピース/ロッカジャポニカ M3：未知とのSo Good!!/マジェスティックセブン M4：たんぽぽ/リーフシトロン M5：HAPPY★LOOPER/奥澤村 -MC- M6：Stardust Fantasia M7：勇気のシルエット |
| 33  | 「MOMOIRO CLOVER Z DOME TREK 2016」西武ドーム場外ライブ<Day2>       | 2016年4月3日   | 西武ドーム                                                      | 【ステージカー】 SE.SunLiVe M1：Stardust Fantasia -MC- M2：MOON PRIDE M3：恋メラ/はちみつロケット M4：未来へススメ！/はちみつロケット M5：いつか君が/リーフシトロン M6：たんぽぽ/リーフシトロン M7：天手力男/奥澤村 M8：STAND UP!!!/奥澤村 M9：HAPPY★LOOPER/奥澤村 【オープニングアクト】 MC-中原咲耶 M1：STAND UP!!!/奥澤村 M2：気分はSuper Girl!/マジェスティックセブン M3：ゆめかなエール/リーフシトロン M4：WEE FIGHT OH!!!!!/ロッカジャポニカ M5：ツヨクツヨク/はちみつロケット M6：ひとつよろしくどうぞ M7：勇気のシルエット |